# 阿雷西奧·因諾森蒂
阿雷西奧·因諾森蒂（義大利語：Alessio Innocenti；1993年2月4日—）是一位意大利足球運動員。在場上的位置是中場。他現在效力於意大利足球甲級聯賽球隊AC米蘭足球俱樂部。